# Reencuentro (película)
Reencuentro (título original en inglés The Big Chill) es una película de comedia dramática estadounidense de 1983 dirigida por Lawrence Kasdan y protagonizada por Tom Berenger, Glenn Close, Jeff Goldblum, William Hurt, Kevin Kline, Mary Kay Place, Meg Tilly y JoBeth Williams. La trama se centra en un grupo de baby boomers que asistieron a la Universidad de Míchigan y se reúnen quien años más tarde cuando su amigo Alex muere tras suicidarse.
Se filmó en Beaufort, Carolina del Sur. 

## Argumento
Después de que Alex Marshall muere por suicidio, sus compañeros de la Universidad de Míchigan y amigos cercanos asisten a su funeral en Beaufort, Carolina del Sur. Durante la visita, los amigos se quedan con Sarah y Harold Cooper. Los demás incluyen a Sam Weber, un actor famoso de televisión; Meg Jones, una vez defensora pública y ahora abogada de bienes raíces; Michael Gold, periodista de la Revista People; el ex psicólogo de radio Nick Carlton, ahora un impotente veterano de la guerra de Vietnam con una adicción a las drogas; y Karen Bowen, una escritora insatisfecha infelizmente casada con Richard, un ejecutivo publicitario conservador. También está presente Chloe, la novia más joven de Alex desde hace cuatro meses.
Violando la ley de la SEC de los Estados Unidos,  Harold le dice a Nick que una grande corporación está a punto de comprar su pequeña empresa, lo cual lo triplicará el valor de las acciones. Harold le sugiere a Nick que use esta información privilegiada para comprar acciones de la empresa, dejar de traficar con drogas, y comprar una propiedad en la zona. Durante la conversación, se revela que Sarah y Alex tuvieron un breve romance cinco años antes, del que todos los amigos sabían. Nick consuela a Harold diciéndole que ella no se casó con Alex. Harold, Sarah y Alex lo superaron, pero Sarah le dice a Karen que su amistad con Alex se vio perjudicada por el romance.
Cuando el marido de Karen, Richard, vuelve a casa al día siguiente, Karen decide quedarse con sus amigos por unos días. Harold, Nick, Michael y Chloe van a ver la vieja casa que Chloe y Alex estaban renovando. Mientras tanto, Meg le dice a Sarah que está harta de las relaciones fallidas y que tiene la intención de tener un hijo por su cuenta. Creyendo que está ovulando, planea pedirle a Sam que sea el padre de su hijo. (Se acerca a Nick primero, solo para descubrir que es la última en enterarse de su impotencia). Michael, que continuamente coquetea con Chloe, necesita inversores para un club nocturno de Nueva York. Durante la cena, Sarah se pone a llorar y se pregunta si su ferviente idealismo de los años 60 era "solo moda". Más tarde esa noche, Meg se acerca a Sam, pero él se niega, sintiendo que la paternidad es una responsabilidad demasiado grande ya que ya tiene un hijo distanciado. Nick comparte sus drogas, con diversos efectos.
Al día siguiente, Nick va a la vieja casa y se sienta en el porche por horas, perdiéndose el partido de fútbol de Míchigan que los demás ven. Michael se ofrece a engendrar el hijo de Meg, haciendo alusión a su único encuentro en la universidad.
Después de saltar un semáforo en rojo, Nick se pone agresivo con un policía local. El policía llega, escoltando a un hosco Nick. Nick enfada a Harold acusándolo de ser amigable con los policías. Harold reprende a Nick, recordándole que esta es su casa y que la imprudencia de Nick podría poner en peligro su reputación. 
Sam vuelve a coquetear con Karen, como lo hacía años pasados. Se sorprende cuando Karen le declara que está enamorada de él y que quiere dejar a Richard. Él le dice que su primer matrimonio fracasó por aburrimiento y que no quiere que ella cometa el mismo error. Sintiéndose engañada, Karen se marcha furiosa.
Meg le dice a Sarah que Michael, por su agresividad es la elección equivocada para padre. Sarah observa la cariñosa conversación telefónica entre su hija pequeña y Meg. Más tarde,  confundidos por la muerte de Alex, el grupo  considera la causa, expresando su pesar por haber perdido el contacto con él. Todos, excepto Sam, piensan que Alex se alejó de ellos deliberadamente. Poniéndose al centro de la atención, Sam expresa que se siente culpable porque las cosas podrían haber sido diferentes si él hubiera mantenido contacto con Alex. Nick es particularmente cínico y amargado con respecto a la vida, el amor y la amistad. Descontando el verdadero dolor de Nick (su novio de la universidad), Karen sigue a Sam afuera para apaciguarlo, y tienen relaciones sexuales. Sarah lleva a Harold a un lado, lo abraza y le dice que tiene un favor que pedirle: "Se trata de Meg..." Harold va a ver a Meg; hablan sobre su disposición a embarazarla, y hacen el amor tiernamente. Al notar la similitud entre el dolor de Alex y el de Nick, Chloe le pide a Nick que pase la noche en la habitación que compartía con Alex.
A la mañana siguiente, Harold anuncia que Nick y Chloe se quedarán para renovar la vieja casa. Karen empaca su maleta para regresar a casa con Richard. Michael abandona sus planes de discoteca. Nick les muestra a todos un viejo artículo que Michael escribió sobre Alex rechazando una prestigiosa beca. Mientras los amigos se preparan para partir, Michael les dice en tono de broma a los Cooper que han hecho una votación secreta: nunca se irán.

## Producción
Según un artículo de Newsday, Lawrence Kasdan y Barbara Benedek comenzaron a escribir "The Big Chill" en septiembre de 1980, cinco meses después del estreno de Return of the Secaucus 7  Escribieron el guion como una historia semiautobiográfica inspirada en su activismo político optimista mientras asistían a la universidad en la década de 1960 y luego en su desilusión con la sociedad en la década de 1970. Mientras asistía a la Universidad de Míchigan, Kasdan vivió en la "Eugene V. Debs Cooperative House" a fines de la década de 1960, y sus experiencias en la cooperativa informaron la dirección del guion. Muchos de los personajes se basaron en sus compañeros de casa, y las formas en que cocinan comidas comunitarias y comparten su casa reflejan la cultura de las cooperativas de Ann Arbor. Kasdan y Benedek trabajaron en el guion mientras Kasdan dirigía Body Heat. Si bien los otros personajes de la película no fueron escritos con ningún actor específico en mente, Kasdan escribió el papel de "Nick" para la estrella de Body Heat, William Hurt, quien le dio a Kasdan el compromiso de hacer The Big Chill. 
Kasdan primero presentó la historia a The Ladd Company, pero fue rechazada. Richard Fischoff intentó convencer sin éxito a Paramount Pictures para que filmara el guion después de leerlo en el verano de 1982. Cuando esto fracasó, le entregó el guion a Marcia Nasatir, quien recientemente había dejado sus puestos ejecutivos en United Artists y Orion Pictures para cofundar Carson Productions con Johnny Carson. Fischoff convenció a Nasatir para que financiara la película como la primera producción del estudio y asumió el cargo de productor supervisor después de que ella dejara el estudio para trabajar en 20th Century Fox.
La producción de la película comenzó el 8 de noviembre de 1982 en Atlanta. El rodaje se llevó a cabo principalmente en la Casa Edgar Fripp (llamada "Tidalholm") en el centro de Beaufort, Carolina del Sur, donde se ambienta la película.
La esposa de Kasdan, Meg, fue la encargada de compilar canciones apropiadas para la época para la banda sonora. Escuchó "I Heard It Through the Grapevine" por primera vez en muchos años mientras recogía a su hijo en el campamento, escuchando un casete de Marvin Gaye, y se sorprendió de cómo la canción sin diálogo sería un comienzo perfecto para la película.
Se decidió antes de filmar que "Ain't Too Proud to Beg" de The Temptations se usaría para la escena de limpieza después de la cena, por lo que se le dieron auriculares al elenco para que pudieran escuchar la canción durante el rodaje, lo que les hizo más fácil mantener el ritmo.
JoBeth Williams recordó haber filmado una escena en la que se retrotraía a los personajes en 1968. "Fue maravilloso filmarla", dijo. "Alquilaron una casa enorme en Atlanta e instalaron cortinas de cuentas, carteles de rock, incienso, revistas Life de 1968... fue como un salto en el tiempo". Williams dice que, en la escena, su personaje vivía con el personaje de William Hurt e ignoraba al de Tom Berenger. El personaje de Alex, interpretado por Kevin Costner "que parecía un James Dean desaliñado", también estaba en la escena. "Ese resultó ser el problema... Nadie podía estar a la altura de ese papel después de su representación dramático, y el público dijo que no quería ver a nadie intentándolo. Así que los últimos 10 minutos de la película fueron simplemente recortados". El rodaje concluyó el 7 de febrero de 1983.
Según Kasdan, fue su decisión eliminar las escenas que iban a aparecer al final de la película como un flashback. “No funcionó”, dijo en una entrevista con el Toronto Star. “Me sentí muy mal por ello”. A Costner le dieron un papel en la siguiente película de Kasdan, el western de 1985 Silverado, como Jake, el hermano menor de Emmett, interpretado por Scott Glenn, junto a su compañero de reparto de Big Chill Kevin Kline, que interpretó a Paden.

## Recepción

### Respuesta crítica
En Rotten Tomatoes, la película tiene un índice de aprobación del 69% basado en las reseñas de 42 críticos, con una calificación promedio de 6.2/10. El consenso crítico del sitio dice "The Big Chill captura el creciente aburrimiento de una generación con un elenco fantástico, un puñado de ideas perceptivas y una de las mejores bandas sonoras cinematográficas de la década". En Metacritic, la película tiene una puntuación media ponderada de 61 sobre 100 basada en las críticas de 12 críticos, lo que indica "críticas generalmente favorables".
En su momento, Richard Corliss de Time describió The Big Chill como una "película divertida y ferozmente inteligente", afirmando:

Estos estadounidenses tienen hoy treinta y tantos años, pero en aquel entonces eran la Generación del Ahora. Ahora mismo: dame paz, dame justicia, dame buen amor. Para ellos, en la voluptuosa flor de la juventud, los años 60 eran una bandera que se podía llevar en alto o envolverse en ella. Una anarquía verde de política, sexo, drogas y estilo cubría el paisaje. Y cada impulso estaba musicalizado al son de la nueva música: folk, rock, pop, R&B. Los ejércitos de la noche marcharon a Washington, pero bailaron al son de Liverpool y Motown. Ahora, en 1983, Harold & Sarah & Sam & Karen & Michael & Meg & Nick —todos compañeros de clase de la Universidad de Michigan al final de nuestra última década interesante— han venido al funeral de un amigo que se ha cortado las venas. Alex era un prodigio carismático de la ciencia, la amistad y el progresismo rebelde que optó por abandonar el mundo académico para probar suerte en el trabajo social, luego en el trabajo manual y luego en el suicidio. Se le presenta como una víctima de descompresión terminal del vuelo orbital de sus años universitarios: un escenario de peor caso que sus amigos deben considerar, sondeándose a sí mismos para detectar síntomas de la enfermedad.

Vincent Canby de The New York Times escribió que la película era una "comedia seria y muy lograda" y una "elección inusualmente buena para abrir el Festival de Cine de Nueva York de este año, ya que representa lo mejor del cine estadounidense convencional".
Roger Ebert del Chicago Sun-Times le dio a la película dos estrellas y media de cuatro, observando "The Big Chill es un espléndido ejercicio técnico. Tiene todos los movimientos correctos. Conoce todas las palabras adecuadas. Sus personajes tienen la ropa, las expresiones, los miedos, los deseos y las ambiciones adecuados. Pero no hay recompensa y no conduce a ninguna parte. Pensé que, "En primer lugar, esa fue una debilidad de la película. También existe la posibilidad de que sea el mensaje de la película".

## Comentario
Directa antecesora de Los amigos de Peter, Reencuentro se ha convertido en una película emblemática para la generación del baby boom en tanto su argumento podría explorar el desencanto de una juventud repleta de ilusiones y que ha visto mermada su inocencia tras diversas experiencias traumáticas, de la separación al hastío conyugal, de la castración (literal) al adulterio, del desencanto profesional a la falta de incentivos vitales. 
Frustraciones que se ponen de manifiesto cuando un personaje (Alex) decide suicidarse, agudizando el dolor sufrido por sus amigos quienes deciden recuperar en un fin de semana "la esperanza perdida" y que se materializa tras diversas acciones: el inicio de un nuevo amor y un cambio de rumbo vital, el comienzo de una nueva vida en el vientre de Meg...

## Canciones empleadas
- "Joy to the World" (Three Dog Night)
- "Ain't Too Proud To Beg" (The Temptations).
- "When A Man Loves a Woman" (Percy Sledge).
- "The Track Of My Tears" (Smokey Robinson).
- "I Heard It To The Grapevine" (Marvin Gaye)
- "You Can't Always Get What You Want" (Rolling Stones).
- "(You Make Me Feel Like) A Natural Woman" (Aretha Franklin).
- "Bad Moon Rising" (Creedence Clearwater Revival).
- "Wouldn't It Be Nice" (The Beach Boys).
- "The Weight" (The Band)
- "In The Midnight Hour" (The Rascals).
- "I second Than Emotion" (Smokey Robinson).

## Premios
- Candidata a los premio Óscar de Mejor película, Mejor Guion y Mejor Actriz de Reparto.

- Datos: Q1198794